# Corymica deducata
Corymica deducata är en fjärilsart som beskrevs av Louis Beethoven Prout 1915. Corymica deducata ingår i släktet Corymica och familjen mätare. Inga underarter finns listade i Catalogue of Life.